# Софиевка Первая (Харьковская область)
Софиевка Первая (укр. Софіївка Перша) — село в Близнюковском районе Харьковской области Украины.
Является административным центром Софиевского сельского совета, в который, кроме того, входят сёла Зубово, Марьевка, Новомарьевка, Новоселовка, Раздоловка и Рудаево.
Код КОАТУУ — 6320686301. Население по переписи 2001 года составляет 495 (229/266 м/ж) человек.

## Географическое положение
Село Софиевка Первая находится на правом берегу реки Большая Терновка, на противоположном берегу расположено село Новомарьевка, на расстоянии примерно 5 км находятся железнодорожные станции Пост 934 км и Рудаево.

## История
- 1825 — дата основания.
- В период немецкой оккупации октября 1941-сентября 1943 годов в Близнецах и окрестностях возникла партизанская группа из тридцати местных жителей, которую возглавил коммунист В.А. Сулима. Участники этой группы установили связь с подпольной группой в селе Новосёловка и участвовали в освобождении окрестных сёл Софиевка Первая, Рудаево, Раздоловка и Горжовка, совместно уничтожив 9 немецких офицеров и 58 немецких солдат и захватив вооружение, боеприпасы и военное имущество[1].

## Экономика
- В селе есть молочно-товарная ферма, машинно-тракторные мастерские.
- Небольшой глиняный карьер.

## Культура
- Школа.
- Дом культуры.

## Достопримечательности
- Братская могила советских воинов.